# London, Kalifornien
London är en ort i Tulare County i delstaten Kalifornien, USA.